# Хакери (фільм)
«Хакери» (англ. Hackers) — молодіжний трилер за участю зовсім юних американських акторів. Не рекомендується для перегляду дітям та підліткам до 16 років.

## Сюжет
В 1988 році в Сіетлі батьки одинадцатирічного комп'ютерного генія (хакера) Дейда Мерфі були оштрафовані на 45 тисяч доларів, через те, що він створив вірус, що заразив 1507 комп'ютерних систем та викликав паніку на Нью-Йоркській фондовій біржі, а сам хлопчик був засуджений на сім років умовно. Йому було заборонено користуватися комп'ютером і телефоном до 18 років. Пройшло 7 років, і в новій школі в Нью-Йорку він познайомився із компанією таких же хакерів. Один із них випадково зайшов в мережу крупної корпорації і переписав файл, що викриває голову служби комп'ютерної безпеки, — той використовував «черв'яка» для крадіжки 25 мільйонів доларів. Грабіжник, коли дізнався про це, вирішив створити вірус, котрий викликає перевертання нафтових танкерів і перекласти всю вину на хакерів. Тепер всі хакери об'єдналися через інтернет і почали війну з цинічним злодієм.
Для того, щоб фільм був зрозумілим і людям, котрі не працювали з комп'ютером, всі дії хакерів були сильно спрощені, що часто викликає здивування у комп'ютерних спеціалістів.

## В ролях
- Анджеліна Джолі — Кейт «Acid Burn» Ліббі
- Джонні Лі Міллер — Дейд «Crash Override/Zero Cool» Мерфі
- Джессі Бредфорд — Джой Парделла
- Меттью Ліллард — Еммануель «Cereal Killer» Голдстейн
- Лоуренс Мейсон — Пол «Lord Nikon» Кук
- Ренолі Сантьяго — Рамон «Phantom Phreak» Санчез
- Фішер Стівенс — Юджін «The Plague» Белфорд
- Алберта Уотсон — Лорен Мерфі
- Лоррейн Бракко — Марго
- Наоко Морі — Японський хакер
- Равіль Ісянов — Російський хакер
- Уенделл Пірс — Річард Джилл, Спеціальний агент секретної служби

## Цікаві факти

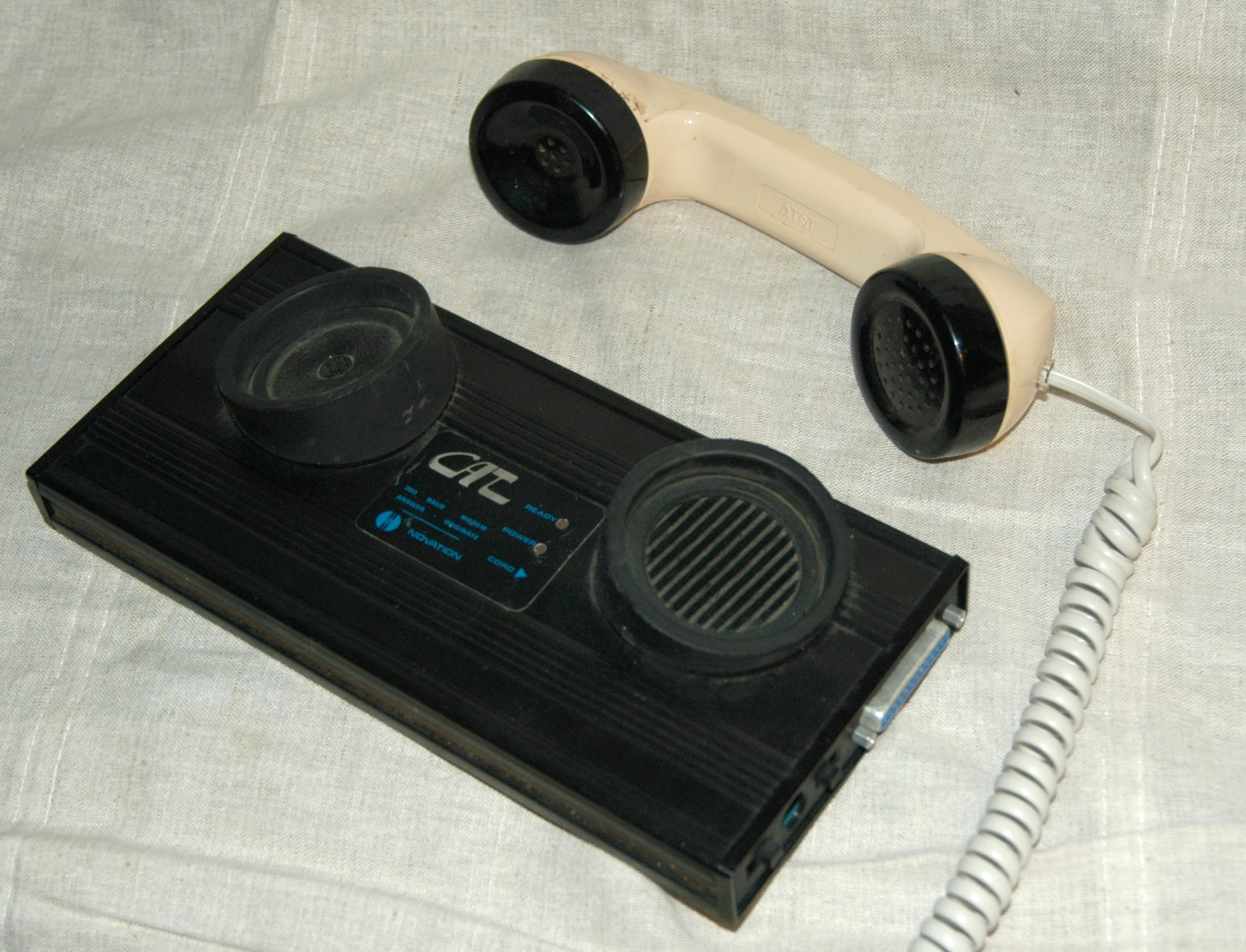
Акустичний модем, котрий хакери використовували для під'єднання через телефон-автомат

- Вірус, котрий запустив головний герой Дейд Мерфі, і которий став причиною обвалу Нью-Йоркскої біржі, є посиланням на реальну подію 1988 року, коли знаменитий черв'як Морріса зупинив роботу мережі ARPANET.
- Всі віруси, котрі запускались у фінальній «битві» хакерів, також мають історичні корені. Серед них — Cookie Monster, Elk Cloner.
- В одному з епізодів агент ФБР цитує «Маніфест хакера», котрий є реально існуючою заявою хакера під псевдонімом Ментор (англ. The Mentor), що був опублікований 6 червня 1986 в напівлегальному хакерському журналі Phrack. Маніфест, що прозвучав у фільмі, не є оригінальним текстом, він був взятий із пізнішого випуску хакерського журналу 2600.
- Ближче до релізу фільму, офіційний сайт було змінено так, аби створювалося враження, що його зламали хакери. Для цього було додано цифрові ґрафіті та заклик «натомість глянути Мережу».
- Хакер Юджин Белфорд при спробі сховатися від поліції, на літаку називається стюардесі містером Бебіджом. Чарлз Беббідж — це винахідник першого примітивного комп'ютера (аналітичної обчислювальної машини).

## Ляпи
- Сцена, де всі хакери збираються на вечірку в однієї з головних героїнь фільму. Вона їм з гордістю демонструє свій ноутбук і хвалиться новим процесором Intel P6. В кутку монітора можна побачити логотип фірми Apple.
- Протягом всього фільму головний герой повторює: «Найпопулярніші паролі у користувачів — це god, sex і love». Справа в тому, що ні за два роки до виходу фільму, ні через три після, не було жодної UNIX-системи, в котрій можна було б задати пароль довжиною менше шести символів, і жодного адміністратора, котрий дозволяв би це зробити в Windows NT.
- Стандартний ляп багатьох фільмів: зображення з моніторів нереально яскраве і чітко відсвічує на обличчя героїв. Оскільки одна і та ж ділянка шкіри обличчя буде освічуватися кількома ділянками екрану (і, відповідно, кількома літерами їх частинами), літери та зображення на екрані, якими б яскравими вони не були, відображатися на обличчях не можуть.